# 周正 (天順進士)
周正（1431年—？），字子建，遼東都司東寧衛人，明朝政治人物。進士出身。

## 生平
山東鄉試第五十九名。天順元年（1457年）丁丑科會試第五十四名，殿試登進士第三甲第六十三名。

## 家族
曾祖周尚文。祖父周恭先。父亲周能祖。